# Ukrainische Badmintonmeisterschaft 2015
Die Ukrainische Badmintonmeisterschaft 2015 fand vom 11. bis zum 14. Februar 2015 statt.

## Medaillengewinner
| Disziplin    | Gold                                    | Silber                             | Bronze                                  |
| ------------ | --------------------------------------- | ---------------------------------- | --------------------------------------- |
| Herreneinzel | Dmytro Zavadsky                         | Artem Pochtarev                    | Vitaliy Konov                           |
| Dameneinzel  | Mariya Ulitina                          | Natalya Voytsekh                   | Elena Prus                              |
| Herrendoppel | Artem Pochtarev Gennadiy Natarov        | Vitaliy Konov Dmytro Zavadsky      | Mykola Martynenko Andriy Zinukhov       |
| Damendoppel  | Natalya Voytsekh Yelyzaveta Zharka      | Vladyslava Lesnaya Anna Mikhalkova | Darya Samarchants Anastasiya Dmytryshyn |
| Mixed        | Valeriy Atrashchenkov Yelyzaveta Zharka | Artem Pochtarev Elena Prus         | Gennadiy Natarov Yuliya Kazarinova      |